# 矢田駅 (愛知県)
矢田駅（やだえき）は、愛知県名古屋市東区大幸1丁目にある名鉄瀬戸線の駅である。駅番号はST07。

## 歴史
瀬戸線開業時の始発駅である。ただし、当時の矢田駅は矢田川への架橋工事の遅れから設置された駅であり、現在と場所が異なる。
主要駅に近いため比較的乗降客が少なく、栄町乗り入れ以前には、朝夕のラッシュ時以外、普通も通過していた時代があった。日中の普通は40分間隔で、3本に1本しか停まらないため2時間に1本であった。また、駅集中管理システムが各駅に導入されるまで、瀬戸市役所前駅とともに長い間瀬戸線では数少ない終日無人駅であった。
1997年（平成9年）にナゴヤドームが開業するとナゴヤドームに最も近い最寄り駅となったため、プレハブの簡易駅舎や瀬戸方面ホームの屋根の設置、案内看板の増設などの駅設備の整備が行われた。ナゴヤドームで野球の試合などが行われるときは急行や準急の臨時停車も行われていた。
その後、名古屋市営地下鉄名城線・名古屋ガイドウェイバスガイドウェイバス志段味線（ゆとりーとライン）のナゴヤドーム前矢田駅が開業し最寄駅の座を譲り渡した。
現在の駅舎のうち、尾張瀬戸方面の駅舎は駅北側の道路工事に伴い、2004年3月1日に少し東側に移転し、改築されたものである。名古屋本線などのトランパス対応の無人駅と同じデザインの駅舎が整備されたが、この時点では自動改札機などは設置されなかった。
2006年（平成18年）、瀬戸線にトランパスと駅集中管理システムが導入され、当駅にも両方面の駅舎に自動改札機等が設置された。栄町方面の駅舎の改築も同時になされた。

### 年表
- 1905年（明治38年）4月2日 - 開業。
- 日付不明 - 無人化[2]。
- 2004年（平成16年）3月1日 - 尾張瀬戸方面の新駅舎使用開始[1]。
- 2006年（平成18年）
  - 8月10日 - 駅集中管理システム導入。
  - 12月16日 - トランパス導入。
- 2011年（平成23年）2月11日 - ICカード乗車券「manaca」供用開始。
- 2012年（平成24年）2月29日 - トランパス供用終了。

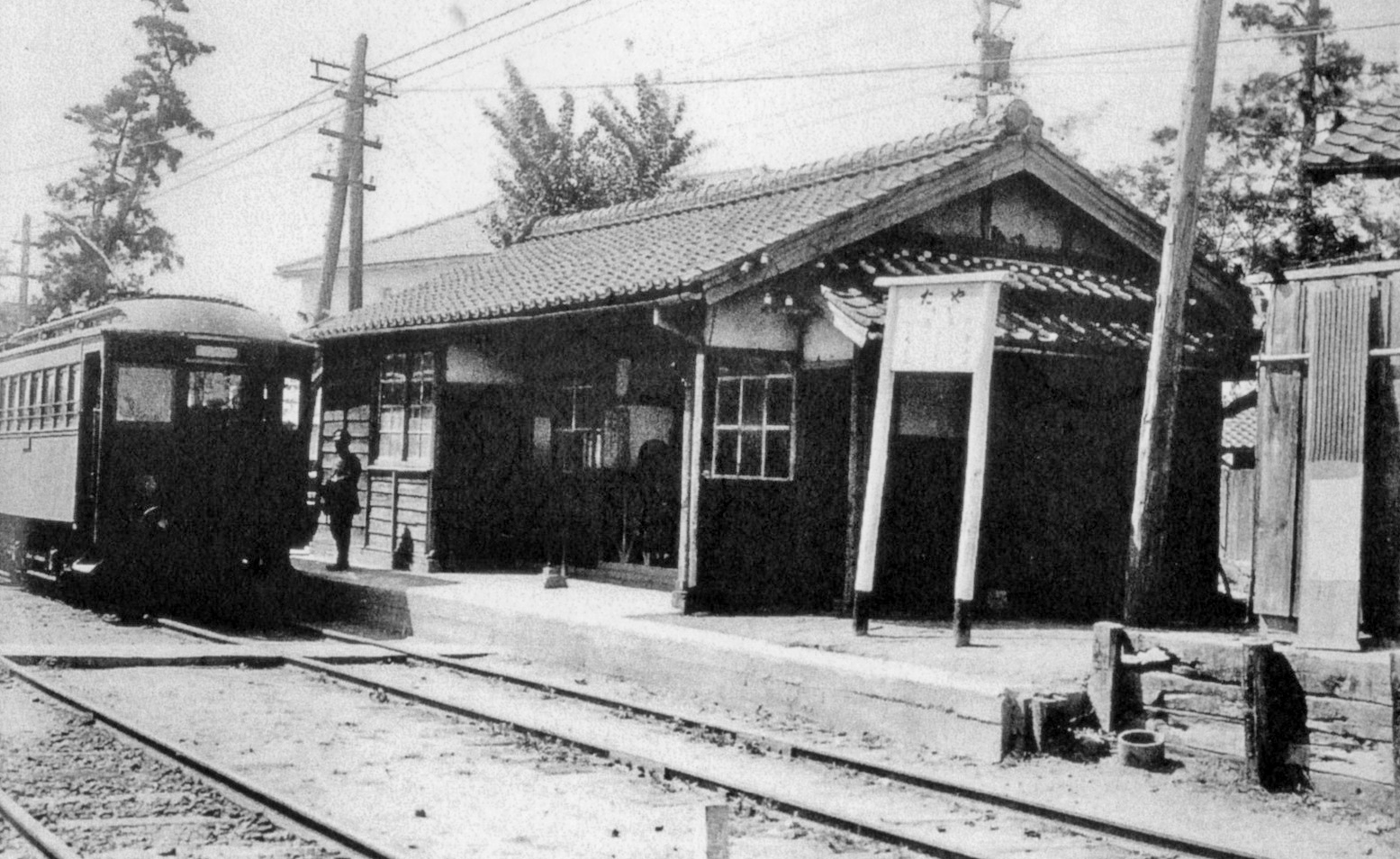
矢田駅（大正時代）

## 駅構造
2面2線相対式ホームの地上駅。
駅集中管理システムが導入された終日無人駅である。
尾張瀬戸方面と栄町方面は改札が別々で、この間を行き来するには大きく迂回することになる。改札内に跨線橋や地下通路などはなく、一旦改札を入ってしまうと尾張瀬戸方面と栄町方面のホーム間の移動は不可能である。
両方面ともスロープが設置されており、バリアフリーに対応している。
駅西側には、瀬戸線唯一のトラス橋である矢田橋梁がある。
| 番線 | 路線      | 方向 | 行先         |
| ---- | --------- | ---- | ------------ |
| 1    | ST 瀬戸線 | 下り | 尾張瀬戸方面 |
| 2    | ST 瀬戸線 | 上り | 栄町ゆき     |

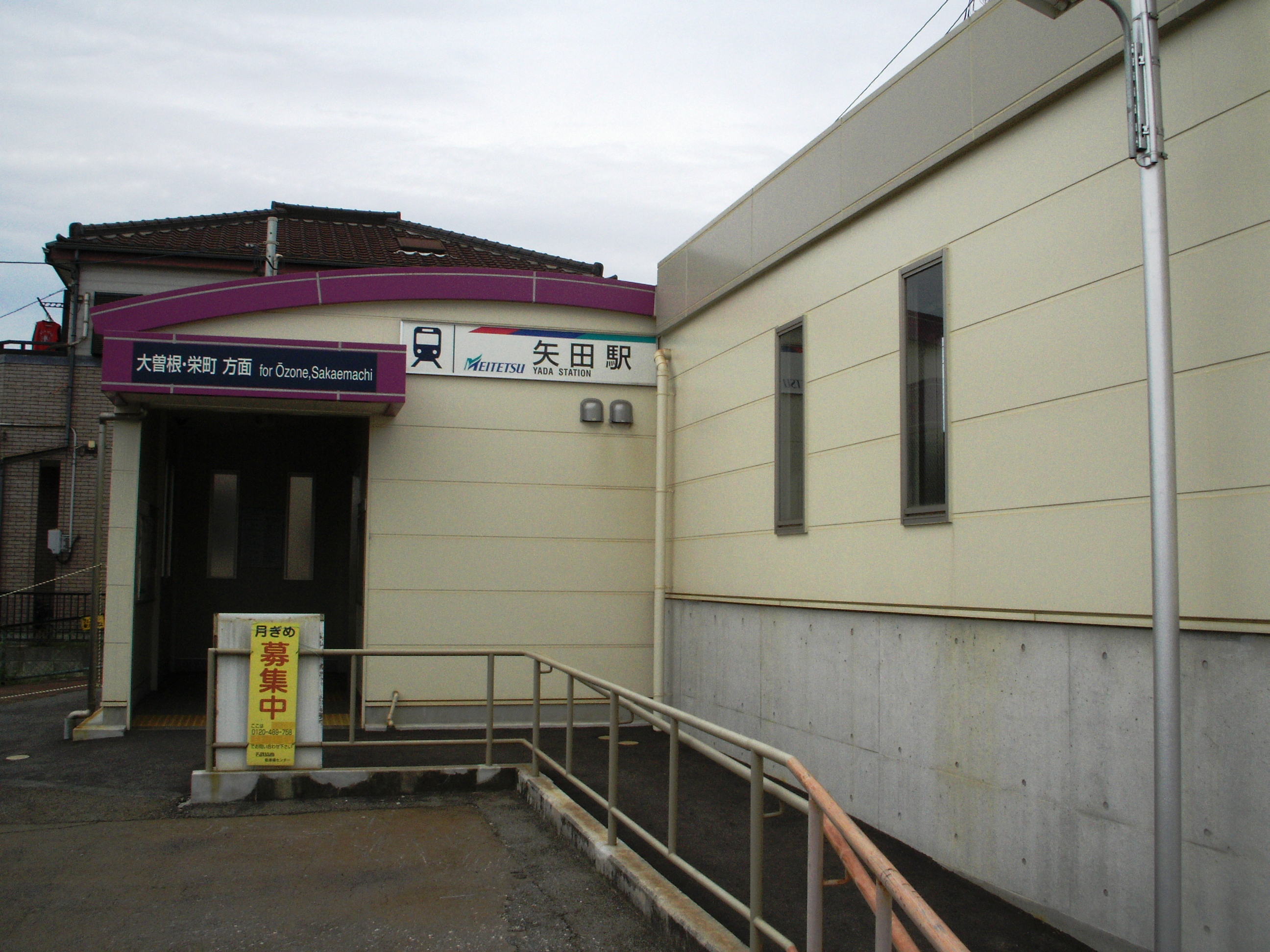
栄町方面駅舎
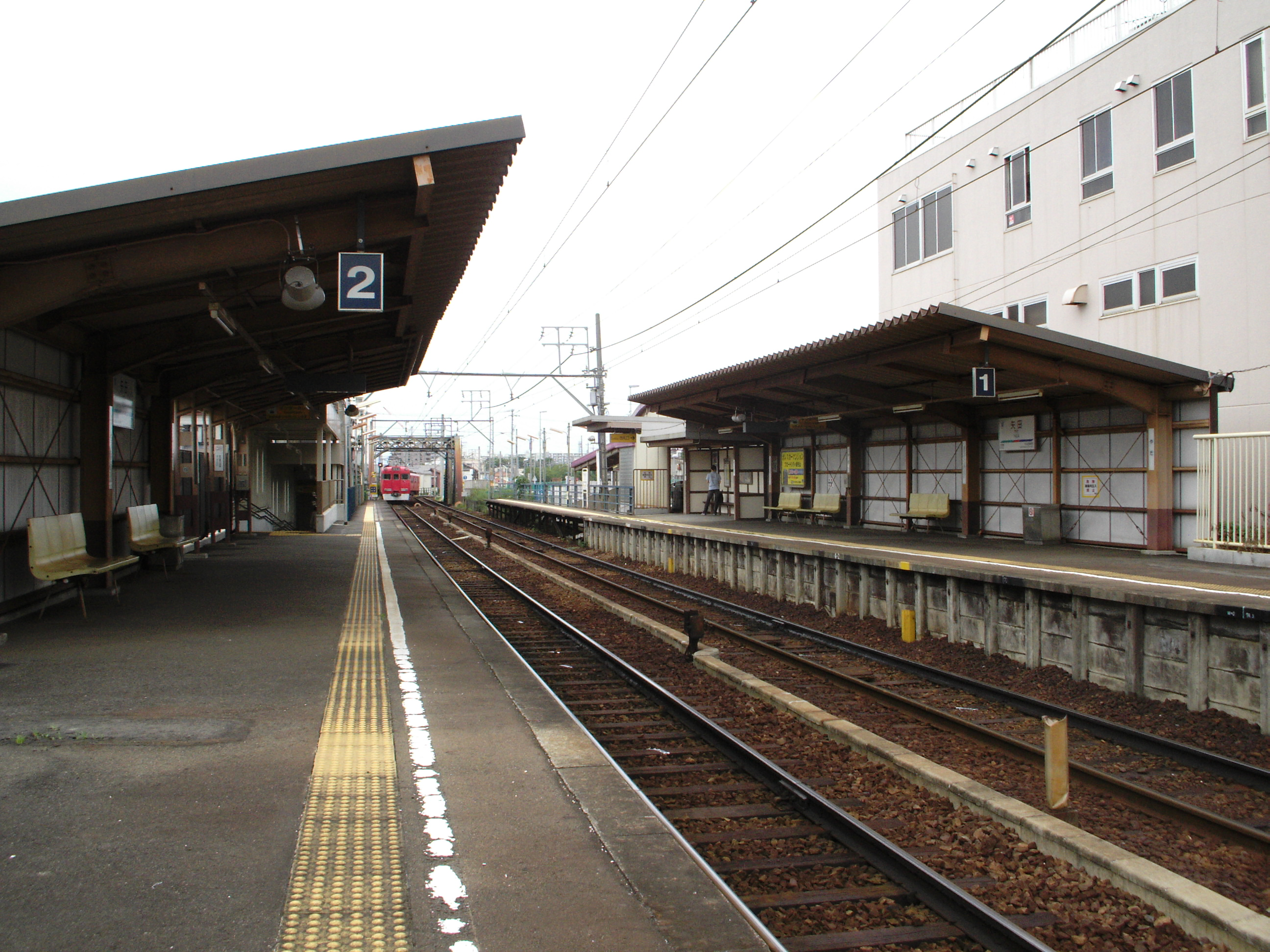
ホーム
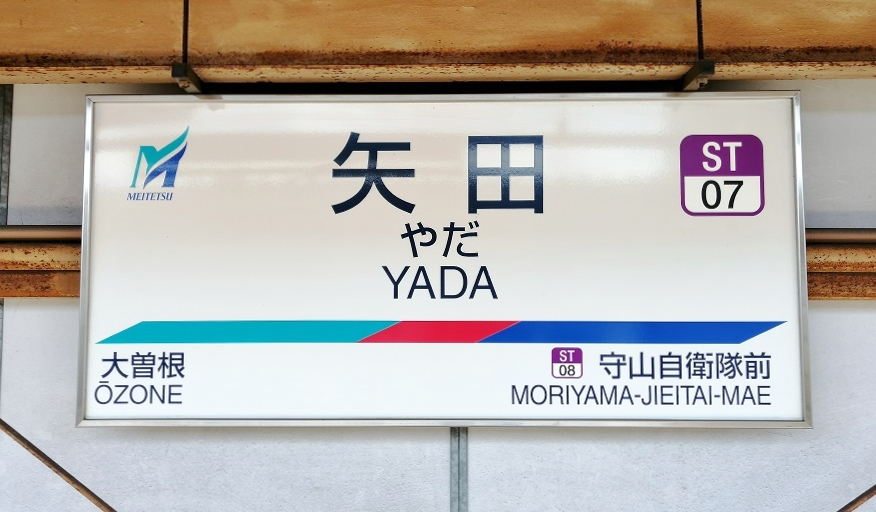
駅名標

### 配線図
| ← 尾張瀬戸方面 | 矢田駅 構内配線略図 | → 大曽根・ 栄町方面 |
| 凡例 出典:     |                     |                     |

## 駅周辺
周辺は住宅地である。
- 名古屋晴明神社（徒歩20分程）
- 長母寺
- 宝勝寺（守山城跡）
- 木ヶ崎公園
- 大幸公園
- 矢田川
- 矢田川橋
- 尾張精機
- バンテリンドーム ナゴヤ（ナゴヤドーム）（徒歩10分程）
- イオンモールナゴヤドーム前
- 名城大学ナゴヤドーム前キャンパス
- 名古屋大学 大幸キャンパス（医学部保健学科）
- 瀬戸街道（愛知県道61号名古屋瀬戸線）[5]
- ナゴヤドーム前矢田駅 - 名古屋市営地下鉄名城線・名古屋ガイドウェイバスガイドウェイバス志段味線（ゆとりーとライン）（徒歩5分程）

※ 最寄のバス停は、長母寺前（名古屋市営バス・名古屋市交通局）。

## 利用状況
- 「移動等円滑化取組報告書」によれば、2020年度の1日平均乗降人員は1,132人である[6]。
- 『名鉄120年：近20年のあゆみ』によると2013年度当時の1日平均乗降人員は1,316人であり、この値は名鉄全駅（275駅）中205位、瀬戸線（20駅）中20位であった[7]。
- 『名古屋鉄道百年史』によると1992年度当時の1日平均乗降人員は766人であり、この値は岐阜市内線均一運賃区間内各駅（岐阜市内線・田神線・美濃町線徹明町駅 - 琴塚駅間）を除く名鉄全駅（342駅）中248位、瀬戸線（19駅）中19位であった[8]。
- 名古屋市統計年鑑によると、2017年度の1日平均乗車人員は、665人である。

瀬戸線の駅では最も利用客が少ないが、ナゴヤドーム開業後は若干増加している。

## 隣の駅
名古屋鉄道
ST 瀬戸線
■急行・■準急
通過
■普通
大曽根駅（ST06） - 矢田駅（ST07） - 守山自衛隊前駅（ST08）